# Bisdom Aného
Het bisdom Aného (Latijn: Dioecesis Anehensis) is een rooms-katholiek bisdom met als zetel Aného in het zuidoosten van Togo. Het is een suffragaan bisdom van het aartsbisdom Lomé. Het bisdom werd opgericht in 1994.
In 2020 telde het bisdom 34 parochies. Het bisdom heeft een oppervlakte van 2.712 km² en bestaat uit de prefecturen Bas-Mono, Lacs, Vo en Yoto. Het bisdom telde in 2020 1.152.000 inwoners waarvan 25% rooms-katholiek was. De bevolking bestaat voor het grootste deel uit de volken Ouatchi en Mina.
De eerste missionarissen in het gebied waren combonianen.

## Bisschoppen
- Victor Dovi Hounnaké (1994-1995)
- Paul Jean-Marie Dossavi (1996-2005)
- Isaac Jogues Agbémenya Kodjo Gaglo (2007-)